# معدة حصار

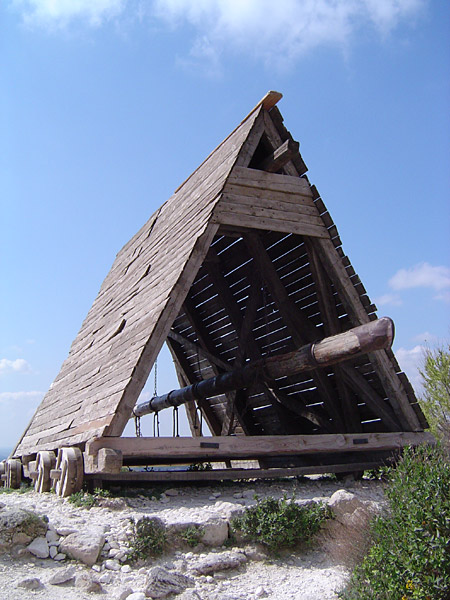
نسخة عن آلة الكبش داخل قفع في قلعة لي بو دو بروفنس بفرنسا.

مُعِدَّة حِصَار (الجمع: معدّات حصار) هي الآلات التي تهدف إلى تحطيم أو التحايل على جدران مدينة أو التحصينات الأخرى في حالة الحصار. يعمل بعضها بالقرب من التحصينات، في حين يستخدم الآخر من مسافة بعيدة. صنعت آلات الحصار منذ العصور القديمة إلى حد كبير من الخشب وتميل إلى استخدام قذف الحجارة الميكانيكي وغيرها. مع تطور تقنيات البارود والمعادن، أصبحت المدفعية هي آلات الحصار. عمومًا، يشار إلى آلات الحصار أو المدفعية مع القوات اللازمة وعربات النقل لإجراء الحصار باسم قطار الحصار.

## معدات الحصار في العصور القديمة

### مختلف المعدات
من أول المعدات المستعملة في الحصار، هو العمود الخشبي الضخم المستخدم في تحطيم بوابات الأسوار، تم تطويره من طرف الآشوررين.
بعد ذلك تم إنشاء عواميد أثقل معلقة داخل هيكل مغطى بسقف، هذه الأخيرة كانت قادرة على تحطيم الجدران.
بعدها ظهر المنجنيق في اليونان القديمة، تم اختراعه من قبل ديونيسيوس الأكبر عام 399 ق.م، كان في البداية عبارة عن قوس ضخم يستطيع قذف مجموعة سهام بضربة واحدة، وتطور شكله عبر الزمن ليصبح قاذفا للحجارة أو القنابل.

#### معدات الحصار الرومانية
في الدولة الرومانية أول من استخدم الآلات الحربية وعلى نطاق واسع هما فيليب الثاني حاكم مقدونيا وبععده ابنه الإسكندر الأكبر، حيث قاما بتعديلات كبيرة على المعدات السابقة مكنتهم من تصنيع آلات مذهلة مثل الأبراج المتحركة تتكون من عدة طوابق - عادة 9 طوابق - والتي مكنتهم من اقتحام أسوار المدن المحصنة.
كما كانوا يستخدمون مجسمات مختلفة الأشكال (كبش، أو سلحفاة، ..) تساعدهم على التنقل بشكل آمن للوصول إلى الأسوار أو المجاري المائية أسفل الأسوار، ليتمكنوا من الإقتحام.
أما في المعارك البحرية فكانوا يستخدمون جسورا صغيرة للربط بين السفن تسهل عليهم التنقل.

#### معدات الحصار في العصور الوسطى
من أوائل من استخدم المقلاع في الحروب هم الصينيون في القرن 3 ق.م، ولم يتم استخدامه في أوروبا حتى القرن 5 بعد الميلاد، تعتمد هذه الآلة على القوة الميكانيكية لقذف حمولات كبيرة مخصصة لتدمير الجدران الحجرية،
إضافة إلى استخدام العواميد الضخمة لدك الأبواب، واستعملوا الأبراج الخشبية المتحركة على عجلات والمغطات بالجلود كانت تساعدهم على الوصول وتسلق جدران القلاع، وتوفر للجنود الحماية من سهام العدو.